# 洪氏大宗祠
洪氏大宗祠，是一座洪姓祠堂，位于中国福建省泉州市鲤城区鲤中街道促进社区东大路草埔尾7号，靠近东湖公园，建于清同治七年，前堂后寝格局。1983年1月，洪氏大宗祠公布为第六批泉州市文物保护单位。